# Petra Thümer
Petra Thümer (Karl-Marx-Stadt, 29 gennaio 1961) è un'ex nuotatrice tedesca orientale, dal 1990 tedesca.
Specializzata nelle distanze medio-lunghe dello stile libero ha vinto due medaglie d'oro alle Olimpiadi di Montreal del 1976 all'età di soli 15 anni nei 400m e 800m sl, e tre medaglie d'oro ai Campionati europei di nuoto 1977 di Jönköping nei 200m, 400m e 800m sl. Non ha invece preso parte ai Campionati mondiali di nuoto 1978 di Berlino Ovest, per non aver superato, con la collega Christiane Knacke i controlli antidoping preventivi della Federazione nuoto della Germania Est.
Ha stabilito 2 record mondiali sui 400m sl (è stata inoltre la prima nuotatrice a scendere sotto i 4'10", in occasione della vittoria a Montréal) e 3 record mondiali sugli 800m sl. 
I suoi migliori risultati cronometrici in carriera sono 2'00"29 sui 200m, 4'08"91 sui 400m e 8'35"04, tutti stabiliti nel 1977.
Si è ritirata dalle competizioni nel 1979 a soli 18 anni per dedicarsi alla fotografia.
Nel 1987 è stata inserita nella International Swimming Hall of Fame.
Nel 1998 l'allenatore della Dynamo Berlino nuoto negli anni settanta Rolf Glaser ha ammesso di aver somministrato testosterone a nuotatrici allora minorenni, fra cui Petra Thümer.

## Palmarès
- Olimpiadi

Montreal 1976: oro nei 400m stile libero e negli 800m stile libero.
- Europei

1977 - Jönköping: oro nei 200m stile libero, nei 400m stile libero e negli 800m stile libero.